# Universell kredit

Universal Credit.

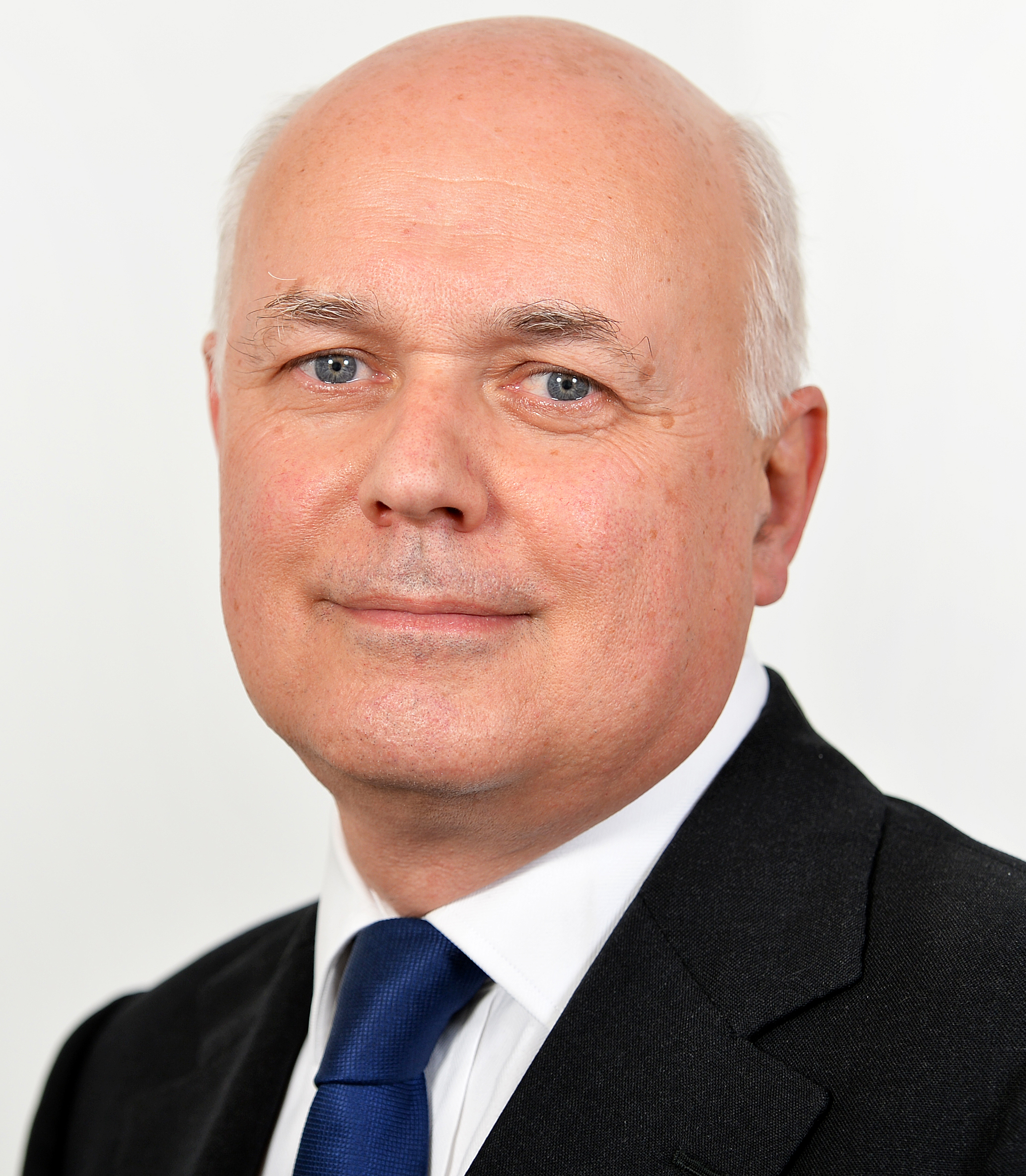
Iain Duncan Smith, en av huvudarkitekterna till universell kredit.

Universell kredit (engelska: universal credit, förkortat "UC") är ett bidragssystem för arbetslösa och lågavlönade som införs stegvis i Storbritannien, med början år 2013, och som Finlands regering eventuellt kommer att inleda ett pilotförsök med under år 2019. Iain Duncan Smith är en av huvudarkitekterna till bidragssystemet.

## Systemets konstruktion
UC har fyra typer av villkor för sökande beroende på deras omständigheter, allt från att behöva söka arbete på heltid till att inte behöva söka arbete alls (personer i den ovillkorliga gruppen inkluderar bland annat allvarligt funktionshindrade och vårdare).

## Historik
I april 2013 planerades ett pilotförsök med endast några få dussin mottagare i fyra distrikt – Tameside (inklusive Ashton-under-Lyne), Oldham, Wigan och Warrington, och att utbetalningarna skulle handhas av DWP Bolton Benefit Centre. Detta ändrades dock en aning, så att pilotprojektet startade i Ashton, men att övriga distrikt gick in i projektet eller pilotförsöket i juli.